# Fricativa labiodental sorda
El fonema fricatiu labiodental sord es transcriu [f] en l'alfabet fonètic internacional, és a dir, la lletra efa minúscula. No està present a totes les llengües però sí a les més parlades del món.

## Característiques
- És una consonant pulmonar fricativa, perquè l'aire que surt dels pulmons pateix una turbulència quan arriba a la boca.
- És un so labiodental perquè es produeix sostenint les incisives superiors sobre el llavi inferior per modificar la columna d'aire.
- És un so oral central, ja que l'aire surt pel centre de la llengua.

## En català
El català té aquest fonema, que equival al so de ferro, i s'escriu amb la lletra F que pot ser sonoritzada en [v] davant de consonant sonora.